# Les Avanchers-Valmorel
Les Avanchers-Valmorel ist eine französische Gemeinde mit 739 Einwohnern (Stand 1. Januar 2022) im Département Savoie in der Region Auvergne-Rhône-Alpes. Sie gehört zum Kanton Moûtiers im Arrondissement Albertville und ist Mitglied im Gemeindeverband Vallées d’Aigueblanche. Die Gemeinde ist Hauptzugangsort und Zentrum des Skigebietes Valmorel.

## Geographie

### Lage
Les Avanchers-Valmorel liegt auf 1100 m, etwa 43 Kilometer ostsüdöstlich der Präfektur Chambéry, 84 Kilometer südsüdöstlich der Stadt Genf und 53 Kilometer südsüdöstlich der Stadt Annecy (Luftlinie). Das Dorf liegt in einem Seitental der Isère in der historischen Provinz Tarentaise. Nachbargemeinden von Les Avanchers-Valmorel sind 
- Bonneval und La Léchère im Nordwesten,
- Grand-Aigueblanche mit Aigueblanche im Norden und Le Bois im Nordosten,
- Saint-Jean-de-Belleville im Osten und Süden,
- Saint François Longchamp im Südwesten,
- die Exklave Celliers der Gemeinde La Léchère im Westen.

### Topographie

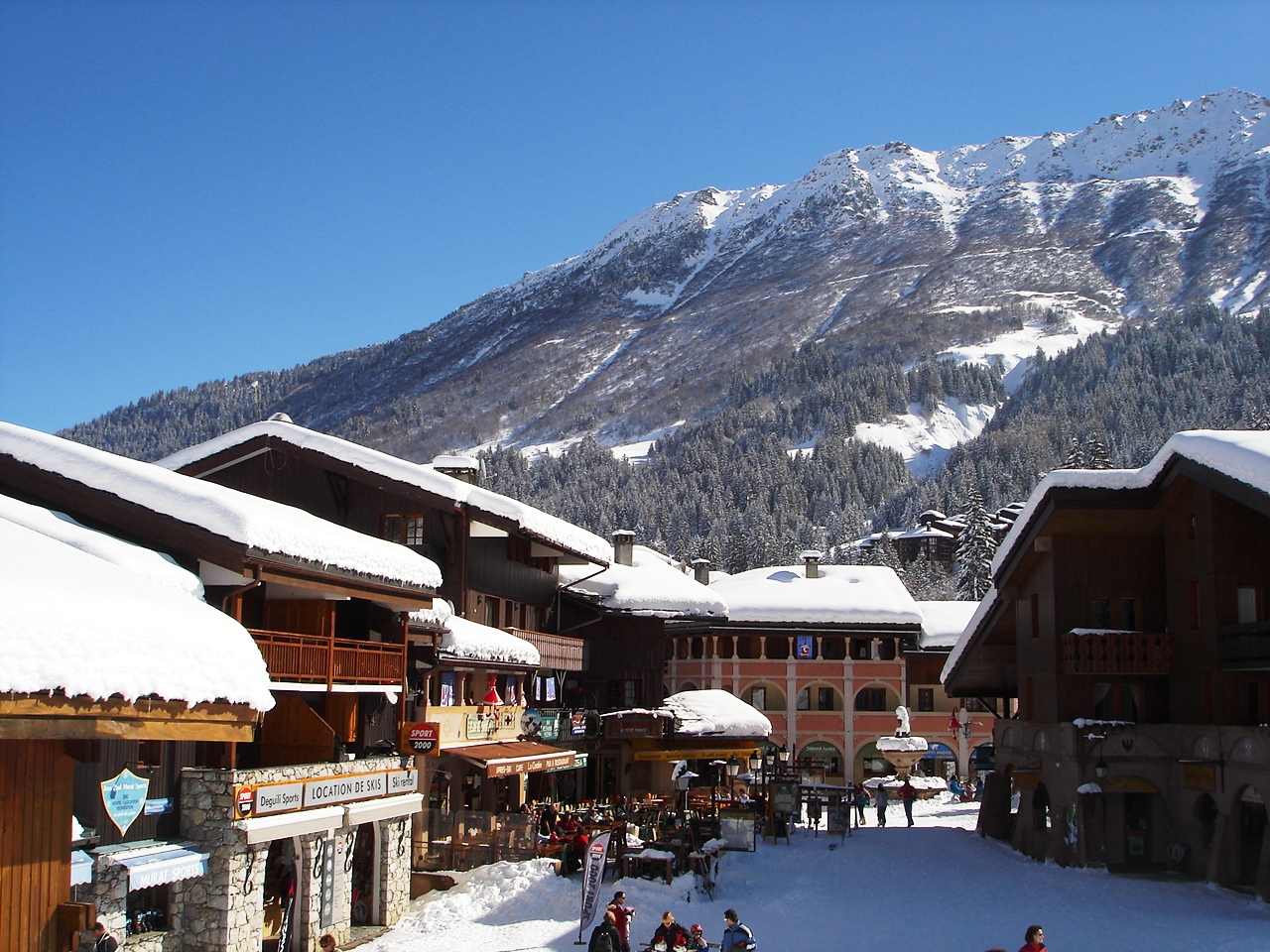
Fußgängerzone in Valmorel, im Hintergrund der Gipfelkamm der Crève-Tête

Die Fläche des 21,93 km² großen Gemeindegebiets umfasst den oberen Abschnitt des Tals des Morel, ein Gebirgsbach und linker Zufluss der Isère. Über die steil ansteigenden Talflanken erstreckt sich zu beiden Seiten das Siedlungsgebiet. Der abschließende Talkessel ist an drei Seiten von hohen Gebirgskämmen umgeben. Besonders im Süden und Osten ragen an der Gemeindegrenze spitze Felsgipfel empor, diese sind im Uhrzeigersinn der Crève-Tête (2342 m), der Grand Niélard (2544 m), der Niélard (2559 m) und der Mottet (2592 m). Im Westen begrenzt ein sanfter ausgeprägter Bergrücken die Gemeinde, er steigt von 1400 m bei Combelouvière aus an bis hin auf etwa 2000 m in der Nähe des Col de la Madeleine. Hier schließt das Gemeindegebiet teilweise die Abhänge jenseits des Bergrückens ein. Der größte Teil der niedrigeren Lagen ist bewaldet mit einem Anteil von 47 %, gefolgt von Almwiesen (42 %) und landwirtschaftlich genutzten Flächen (20 %). Felsiges Ödland macht 12,50 % der Gemeindefläche aus.

### Gemeindegliederung
Die Gemeinde besteht aus dem alten Ortskern von Les Avanchers auf 1100 m und dem in den 1970er Jahren geschaffenen Wintersportort Valmorel in einem Talkessel auf etwa 1350 m. Außerdem gibt es noch eine Reihe von Weilersiedlungen, diese sind:
- Le Meiller (1140 m), Quarante-Planes (1340 m) und Lancheverne (1220 m) auf der Westseite des Morel,
- Le Fey-dessous (918 m), Le Fey-dessus (953 m), La Grange (950 m) und Cornet (986 m) auf der Ostseite und talabwärts vom Ortskern,
- La Vernaz (1111 m), La Charmette (1240 m), Le Pré (1190 m) und Le Crey (1240 m) auf der Ostseite und talaufwärts vom Ortskern.

## Geschichte
Der Ort Avanchers wird im Mittelalter in der Mitte des 13. Jahrhunderts erstmals urkundlich erwähnt (Avancheria 1258 sowie Curatus Avancheriorum 1278). Der Name geht auf avan zurück und beschreibt einen Ort, an dem Weidenbäume im Überfluss vorkommen. Spätere Schreibweisen sind Avanchiers (1638) und Avanchers-en-Tarentaise. Eine Kirchgemeinde ist seit dem 14. Jahrhundert verzeichnet, die Ländereien gehörten im Ancien Régime zur Herrschaft von Le Bois.
Die bis dahin eigenständige Gemeinde Les Avanchers schloss sich 1972 mit Aigueblanche zusammen, diese Eingemeindung wurde jedoch zum 1. Januar 1988 rückgängig gemacht und die Gemeinde nahm den Namen Les Avanchers-Valmorel an. Wenige Jahre davor im Jahr 1976 hatte der Wintersportort Valmorel eröffnet. Seitdem wurde er kontinuierlich erweitert und seine Liftanlagen dem jeweiligen Stand der Zeit entsprechend modernisiert.

## Sehenswürdigkeiten
Die Dorfkirche Saint-André stammt aus dem 17. Jahrhundert und besitzt romanische Architekturelemente neben einer barocken Inneneinrichtung. In den verschiedenen Weilern stehen Kapellen aus der Zeit zwischen dem 17. und 19. Jahrhundert.

## Bevölkerungsentwicklung
| Jahr                       | 1962 | 1968 | 1975 | 1982 | 1990 | 1999 | 2006 | 2011 |
| Einwohner                  | 453  | 449  | 458  | 673  | 732  | 716  | 761  | 751  |
| Quellen: Cassini und INSEE |      |      |      |      |      |      |      |      |

## Bevölkerung
Mit 739 Einwohnern (Stand 1. Januar 2022) gehört Les Avanchers-Valmorel zu den kleinen Gemeinden des Département Savoie. Ende des 19. Jahrhunderts setzte eine Landflucht ein, so dass die Einwohnerzahl im 20. Jahrhundert kontinuierlich zurückging (1886 wurden noch 742 Einwohner gezählt). Erst die Schaffung des Wintersportortes vermochte diesen Trend in den 1980er Jahren umzukehren. Die Ortsbewohner von Les Avanchers-Valmorel heißen auf Französisch Avancherain(e)s.

## Wirtschaft und Infrastruktur
Les Avanchers-Valmorel war bis weit ins 20. Jahrhundert hinein ein vorwiegend durch die Landwirtschaft geprägtes Dorf. Noch heute sind einige Milchbauern aktiv, dazu gibt es verschiedene Betriebe des lokalen Kleingewerbes. Nur ein kleiner Teil der Erwerbstätigen nutzt das Dorf als Wohngemeinde und pendelt zur Arbeit in die größeren Ortschaften der Umgebung.

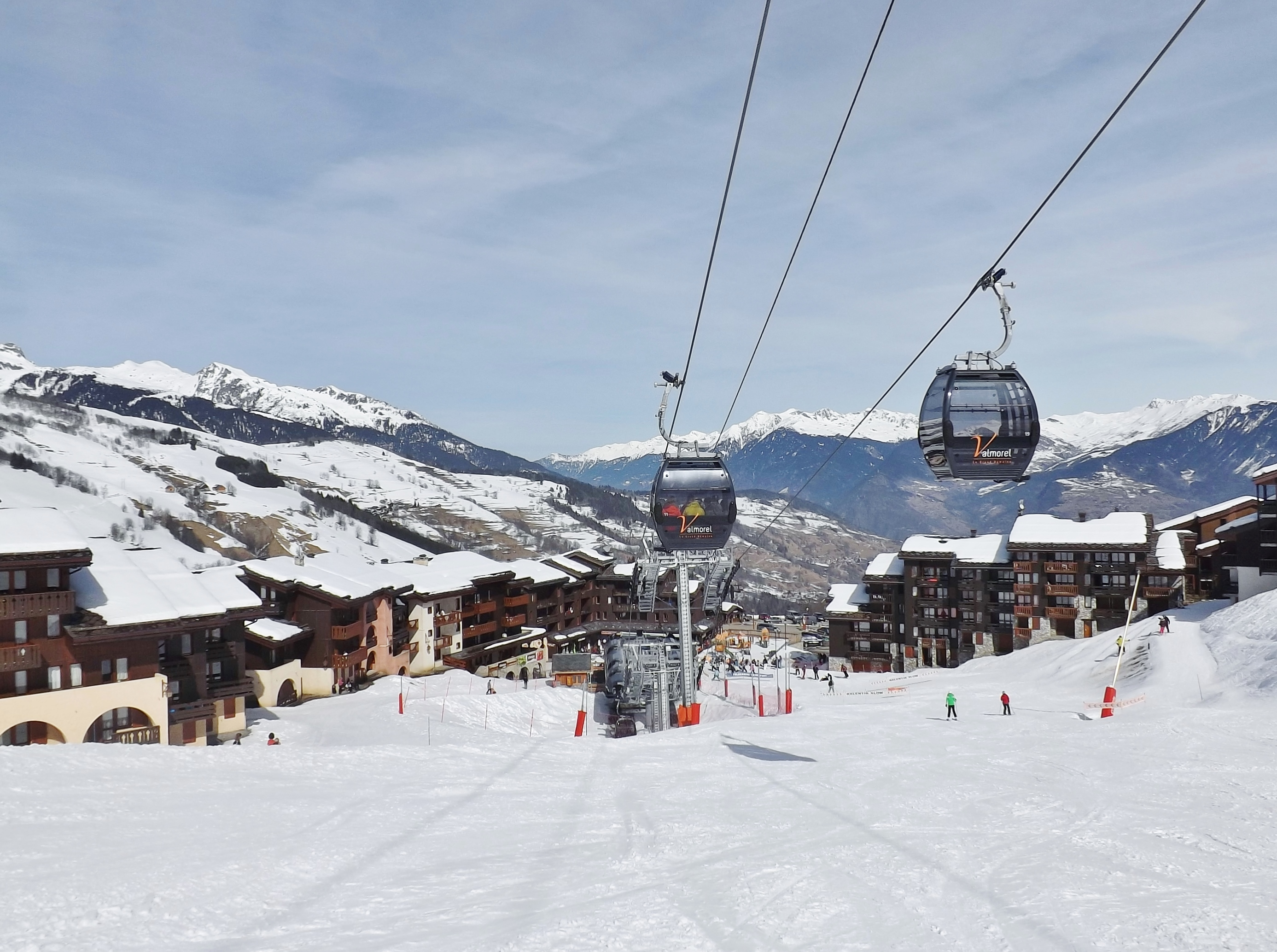
Talstation der 2011 erneuerten Gondelbahn Pierrafort im Zentrum von Valmorel, am Horizont rechts das Beaufortain-Massiv

Das Skigebiet ist so angelegt, dass sternförmig von Valmorel ausgehend Lifte die umliegenden Hänge erschließen und Pisten in den Ort zurückführen. Es ist direkt mit den Liften und Pisten von Saint-François-Longchamp und Combelouvière (Teil von La Léchère) verbunden und bietet einen gemeinsamen Liftpass an (“Grand Domaine”). Betreiber ist die Domaine Skiable de Valmorel SA, gleichzeitig größter Arbeitgeber im Ort.
Die Ortschaft liegt abseits der größeren Durchgangsstraßen an einer Departementsstraße, die von Aigueblanche kommend allein das Tal des Morel und die verschiedenen Ortschaften der Gemeinde erschließt. Im Tal der Isère besteht Anschluss an die Nationalstraße N90, die bei Albertville in die Autobahn A43 übergeht. Der nächstgelegene Bahnhof befindet sich in rund 15 km Entfernung in Moûtiers. Als Flughäfen in der Region kommen Chambéry-Savoie (Entfernung 94 km) und Genf (127 km) in Frage.

### Bildung
In Les Avanchers-Valmorel befindet sich eine staatliche école primaire (Grundschule mit eingegliederter Vorschule).